# Palazzo Fodri
Il Palazzo Fodri di Cremona è uno dei più interessanti esempi di architettura del Rinascimento cremonese. Edificato da Guglielmo de Lera, la sua costruzione si protrasse dal 1488 agli inizi del '500, con interventi di artisti della scuola di Giovanni Antonio Amadeo, tra cui Alberto Maffiolo da Carrara, autore in facciata, del portalino marmoreo, e di Rinaldo De Stauris (o Staulis), collaboratore dell'Amadeo nei due chiostri della Certosa di Pavia, ideatore del doppio ordine di fregi in cotto.
Altri due Palazzo Fodri, finora sconosciuti e riscoperti grazie alle ricerche di Gianantonio Pisati, sorgono in via Beltrami (anticamente Contrada delli Signori Fodri, poi Contrada Ripa d'Adda). Il primo sorge al civico 18 (oggi sede del giornale "La Cronaca"), mentre il secondo (contiguo, al n. 16) ha rivelato la presenza di un interessante ciclo pittorico profano (l'unico in Cremona) finora sconosciuto e venuto alla luce nel 2008 grazie ai lavori di ristrutturazione di un, fino ad allora anonimo, salone del piano terreno.
Il ciclo di affreschi (d'autore finora sconosciuto, ma della prima metà del XVI secolo), rappresenta il mito di Tereo, Procne e Filomela tratto dalle Metamorfosi di Ovidio.